# Brook Benton at His Best!!!!
Brook Benton at His Best!!!! è il primo album discografico del cantante soul statunitense Brook Benton, pubblicato dalla casa discografica Epic Records nel maggio del 1959.

## Tracce

### LP
Lato A
1. The Wall – 2:45 (Oramay (Ora Mae) Diamond, Dave Dreyer, Cliff Owens (Clyde Otis)) – Registrato il 10 dicembre 1956
2. You Should Have Told Me – 2:37 (Rose Marie McCoy, Kelly Owens, Leroy Kirkland) – Registrato il 10 dicembre 1956
3. Rock 'n Roll That Rhythm (All Nite Long) – 2:29 (Eddie Curtis) – Registrato il 21 novembre 1955
4. Partners for Life – 2:43 (Ruth Kardon, Hal Gordon) – Registrato il 21 novembre 1955
5. Anything for You – 2:40 (Brook Benton) – Registrato il 24 aprile 1956
6. Love Made Me Your Fool – 2:37 (Otis Blackwell, Alan Freed) – Registrato il 24 aprile 1956

Lato B
1. The Kentuckian Song – 3:07 (Irving Gordon) – Registrato il 2 giugno 1955
2. Can I Help It – 2:22 (Brook Benton) – Registrato il 2 giugno 1955
3. Bring Me Love – 2:16 (Teacho Wiltshire, Nye Edwards) – Registrato il 21 novembre 1955
4. Some of My Best Friends – 2:38 (Sammy Gallop, Philip Springer) – Registrato il 21 novembre 1955
5. Give Me a Sign – 3:04 (Brook Benton) – Registrato il 24 aprile 1956
6. Tell Me – 3:09 (Brook Benton) – Registrato il 24 aprile 1956

### CD
Edizione CD del 2005, pubblicato dalla Epic Records (A92968)
1. The Wall (Ormay Diamond, Cliff Owens, Dave Dreyer)
2. You Should Have Told Me (Leroy Kirkland, Kelly Owens, Rose Marie McCoy)
3. Rock 'n Roll That Rhythm (All Nite Long) (Eddie Curtis)
4. Partners for Life (Ruth Kardon, Hal Gordon)
5. Anything for You (Brook benton)
6. Love Made Me Your Fool (Otis Blackwell, Alan Freed)
7. The Kentuckian Song (Irving Gordon)
8. Can I Help It (Brook Benton)
9. Bring Me Love (Nye Edwards, Teacho Wiltshire)
10. Some of My Best Friends (Sammy Gallop, Philip Springer)
11. Give Me a Sign (Brook Benton)
12. Tell Me (Brook Benton)
13. Ooh (Brook Benton & The Sandmen) (Ollie Jones) – Traccia bonus - Versione singolo - Registrato il 26 maggio 1955
14. All My Love Belongs to You (Leroy Kirkland, Rose Marie McCoy) – Traccia bonus - Versione singolo - Registrato il 10 dicembre 1956

## Musicisti
The Wall / You Should Have Told Me / All My Love Belongs to You
- Brook Benton – voce solista
- Leroy Kirkland – direttore orchestra
- Leroy Kirkland Orchestra – componenti orchestra non accreditati

Rock 'n Roll That Rhythm (All Nite Long) / Partners for Life / Bring Me Love / Some of My Best Friends
- Brook Benton – voce solista
- Ray Ellis – direttore orchestra
- Ray Ellis Orchestra – componenti orchestra non accreditati

Anything for You / Love Made Me Your Fool / Give Me a Sign / Tell Me
- Brook Benton – voce solista
- Leroy Kirkland – direttore orchestra
- Leroy Kirkland Orchestra – componenti orchestra non accreditati

The Kentuckian Song / Can I Help It
- Brook Benton – voce solista
- Quincy Jones – direttore orchestra
- Quincy Jones Orchestra – componenti orchestra non accreditati

Ooh
- Brook Benton – voce solista
- The Sandmen – voci
- Quincy Jones – direttore orchestra
- Quincy Jones Orchestra – componenti orchestra non accreditati